# Hasta que la plata nos separe (telenovela de 2022)
Hasta que la plata nos separe (estilizado como Ha$ta que la plata nos separe) es una telenovela colombiana producida por RCN Televisión para  Canal RCN en Colombia, y Telemundo en Estados Unidos. Es una adaptación de la telenovela del mismo nombre escrita por Fernando Gaitán en 2006.
Está protagonizada por Carmen Villalobos y Sebastián Martínez, junto a Gregorio Pernía, Juliette Pardau y Julián Arango en los roles antagónicos. La telenovela se estrenó en Colombia en simultáneo con Estados Unidos el 10 de mayo de 2022 por Canal RCN y Telemundo y finalizó el 16 de septiembre del mismo año.

## Reparto
- Carmen Villalobos como Alejandra Maldonado
- Sebastián Martínez como Rafael Méndez
- Gregorio Pernía como Luciano Valenzuela[6]
- Juliette Pardau como Vicky Pardo
- Alejandro Tommasi como Benjamín Maldonado
- Laura Flores como Clemencia Maldonado
- Stephania Duque[6] como Milena Méndez/Milena Maldonado
- Fabián Ríos[6] como Wilfer Fonseca «el Dandy»
- Julián Arango como Marino Castaño
- Lorna Cepeda como Rosaura Echeverri
- Alina Lozano como Leonor Méndez
- José Daniel Cristancho como Jaime Rincón
- Michelle Rouillard como Isabella Plazas
- Juliana Galvis como Karen Nicholls
- Marcela Benjumea como Martha Roncancio «la Generala»
- Alejandra Ávila como Claudia Cruz
- Julio Sánchez Cóccaro como Simón Sampedro «Bebé»
- Matías Maldonado como Ramiro Ramírez
- Alejandro Gutiérrez como Ezequiel Bernal
- Rashed Estefenn como Lorenzo Lizarralde
- Tuto Patiño como Carlos Martínez "Papeto"
- Felipe Botero como Vicente Chávez
- Rodrigo Jerez como Giovanni Pardo
- Julián Caicedo como Franklyn Pardo
- Fernando Arévalo como Don Gastón Pardo uno
- Gerardo Calero como Sergio Nicholls

## Producción
El 23 de febrero de 2022, se publicó una extensa lista de actores en un comunicado de prensa, que incluía a Carmen Villalobos y Sebastián Martínez, Gregorio Pernía, Juliette Pardau y Julián Arango. El rodaje comenzó el 23 de febrero de 2022.